# Hans Hüneke
Johannes „Hans“ Hüneke (* 12. Januar 1934 in Schwalenberg; † 14. August 2015 in Dernbach) war ein deutscher Leichtathlet und Olympiateilnehmer, der bei den Leichtathletik-Europameisterschaften 1958 – für die Bundesrepublik startend – die Bronzemedaille im 3000-Meter-Hindernislauf gewann (8:43,6 min). Er startete auch bei den Olympischen Spielen 1960, wo er im 3000-Meter-Hindernislauf im Endlauf verletzt aufgab.
Am 3. August 1958 stellte er in Kassel mit 8:37,4 min einen deutschen Rekord auf. 1959 gewann er den Meistertitel über 3000 Meter Hindernis, nachdem er 1957 Zweiter und 1958 Dritter geworden war. Auch mit der 3-mal-1000-Meter-Staffel des VfL Wolfsburg wurde Hüneke 1958 Deutscher Meister. Weitere Meistertitel errang Hüneke während der Wintersaison im Crosslauf: 1965 wurde er Deutscher Meister, 1956, 1957 und 1963 belegte er jeweils den dritten Platz. In der Mannschaftswertung wurde er 1956, 1962 und 1964 Meister, 1963 Zweiter und 1957 Dritter.
Hans Hüneke startete zunächst für den OSV Hörde, dann von 1957 und 1958 für den VfL Wolfsburg, von 1959 bis 1962 für den Solinger LC, von 1963 bis 1964 für den KSV Hessen Kassel und anschließend bis zu seinem Karriereende 1966 für den Emmericher TV. In seiner Wettkampfzeit war er 1,68 m groß und 50 kg schwer.